# Borovský rajón
Borovský rajón (ukrajinsky Борівський район) byl rajón v Charkovské oblasti na Ukrajině. Hlavním městem bylo Borova a rajón měl přibližně 17 tisíc obyvatel. 

## Sídla v rajónu
- Borova